# Judith (film 1923)
Judith è un film muto di coproduzione olandese e tedesca del 1923 diretto da Theo Frenkel.

## Trama
Judith, la figlia del conte Robert, si trova in vacanza con la sua amica Louise e il marchese Emile, padre di quest'ultima. Tornata a casa, scopre dalla sua avara matrigna che suo padre è rimasto vittima di un complotto ordito dal banchiere Charles, da Olga, proprietaria di una sala da ballo e gioco d'azzardo, che le ha fatto perdere tutto il suo capitale al tavolo da gioco ma, irretito dalla sua avvenenza, la sposa ignaro che Charles e Olga desiderano un titolo nobiliare e il possesso di tutti i suoi averi. Grazie all'inganno di un legale, riescono nell'intento e Robert si toglie la vita. Olga in seguito manda in bancarotta lo stesso Charles, che si suicida, mentre Judith, rifugiatasi nel castello del marchese Emile, incontra e si innamora di George Delcourt, figlio del banchiere. Olga ordisce un'altra trama contro Judith, sperando di privarla dell'eredità paterna, ma viene smascherata da un documento rivelatosi falso e fugge all'estero. George scopre quindi la verità e torna da Judith, libero di sposarla.

## Distribuzione
Il film in Germania uscì il 5 giugno 1923 con il titolo Frauen im Sumpf.